# MG-184

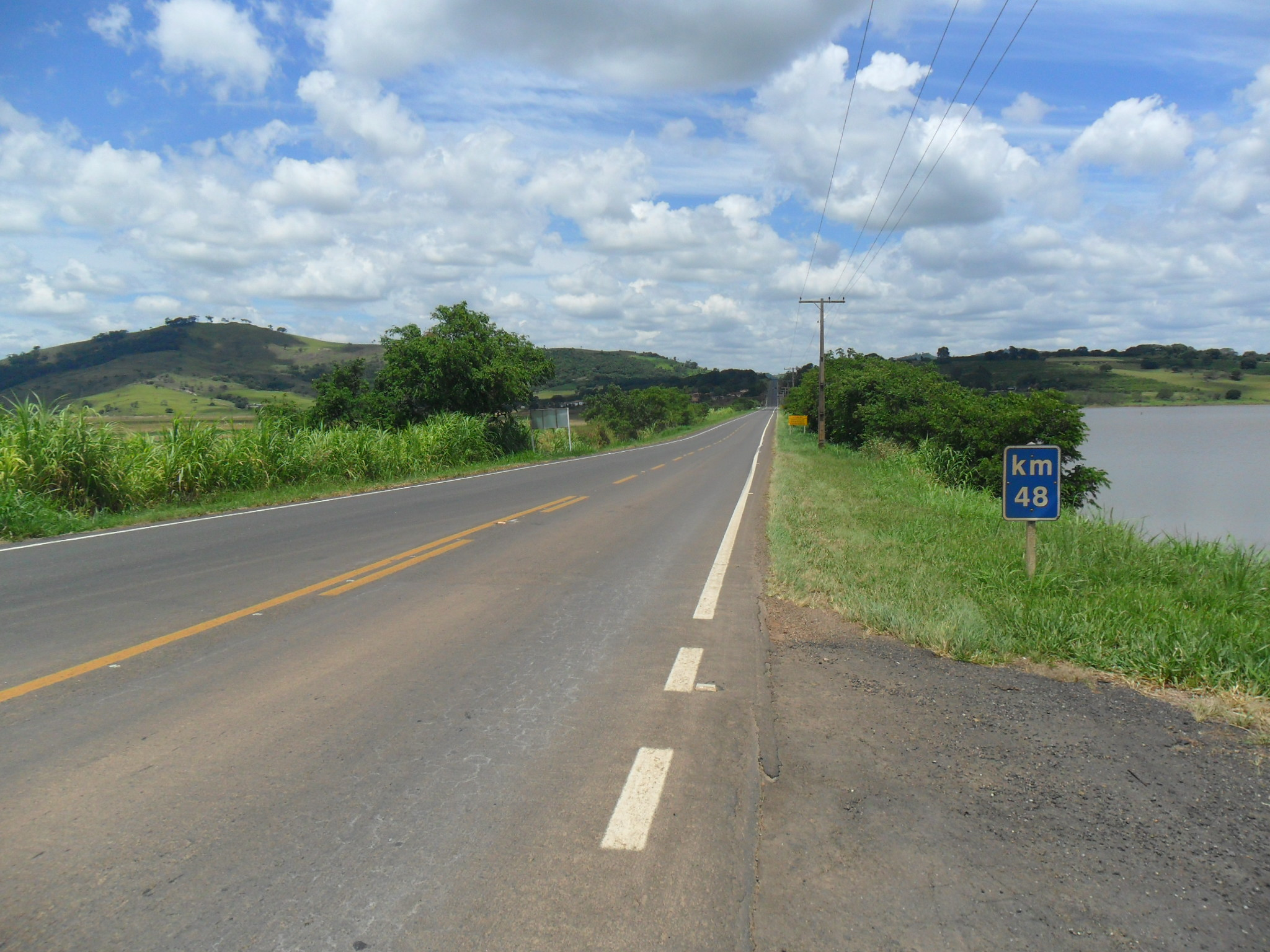
Trecho da rodovia MG-184 em Alterosa.

A MG-184 é uma rodovia brasileira do estado de Minas Gerais. Pela direção e sentido que ela percorre, é considerada uma rodovia longitudinal.

## Trajeto
Com 58,5 km de extensão, é toda pavimentada em pista simples. A MG-184 liga a BR-265, em Carmo do Rio Claro à BR-491 em Areado, passando pelos municípios de Conceição da Aparecida, Alterosa e Areado.

## Turismo
Localizada na mesorregião do Sul e Sudoeste de Minas, a rodovia faz parte dos circuitos turísticos Nascentes das Gerais e Lago de Furnas.